# Vilar de Lomba
Vilar de Lomba é uma povoação portuguesa do Município de Vinhais que foi sede da extinta Freguesia de Vilar de Lomba, freguesia que tinha 22,03 km² de área e 199 habitantes (2011), e, por isso, uma densidade populacional de 9 hab/km².
A Freguesia de Vilar de Lomba foi extinta (agregada) a partir de 29 de Setembro de 2014, tendo o seu território passado a fazer parte integrante da então criada União de Freguesias de Vilar de Lomba e São Jomil.

## População
| População da Freguesia de Vilar de Lomba | População da Freguesia de Vilar de Lomba | População da Freguesia de Vilar de Lomba | População da Freguesia de Vilar de Lomba | População da Freguesia de Vilar de Lomba | População da Freguesia de Vilar de Lomba | População da Freguesia de Vilar de Lomba | População da Freguesia de Vilar de Lomba | População da Freguesia de Vilar de Lomba | População da Freguesia de Vilar de Lomba | População da Freguesia de Vilar de Lomba | População da Freguesia de Vilar de Lomba | População da Freguesia de Vilar de Lomba | População da Freguesia de Vilar de Lomba | População da Freguesia de Vilar de Lomba |
| ---------------------------------------- | ---------------------------------------- | ---------------------------------------- | ---------------------------------------- | ---------------------------------------- | ---------------------------------------- | ---------------------------------------- | ---------------------------------------- | ---------------------------------------- | ---------------------------------------- | ---------------------------------------- | ---------------------------------------- | ---------------------------------------- | ---------------------------------------- | ---------------------------------------- |
| 1864                                     | 1878                                     | 1890                                     | 1900                                     | 1911                                     | 1920                                     | 1930                                     | 1940                                     | 1950                                     | 1960                                     | 1970                                     | 1981                                     | 1991                                     | 2001                                     | 2011                                     |
| 413                                      | 415                                      | 409                                      | 333                                      | 358                                      | 338                                      | 337                                      | 351                                      | 357                                      | 463                                      | 379                                      | 328                                      | 236                                      | 205                                      | 199                                      |

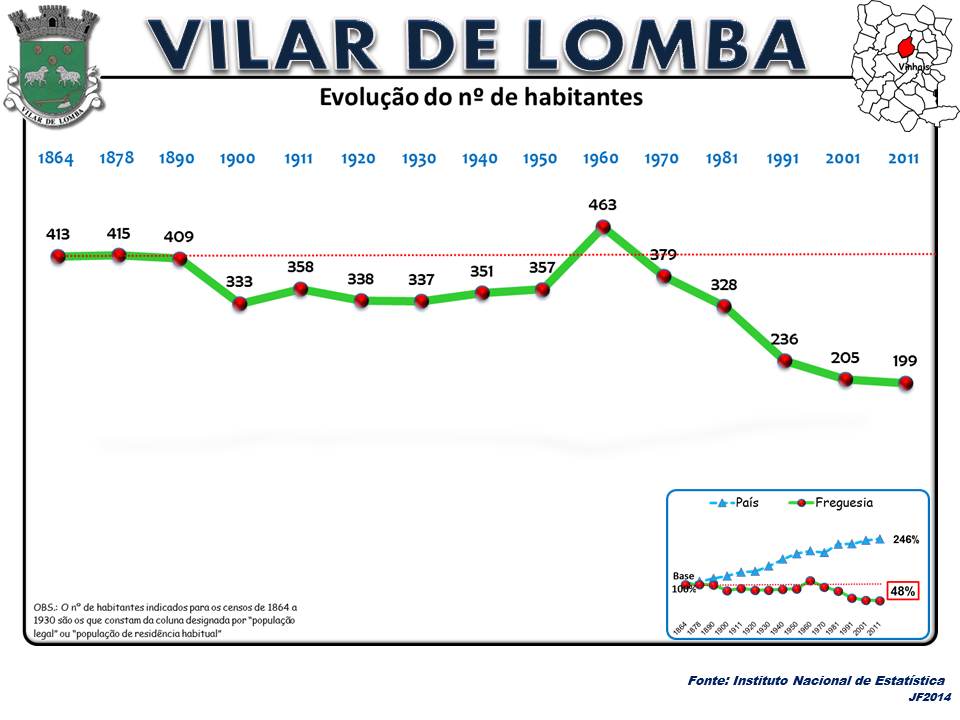
Evolução da População 1864 / 2011
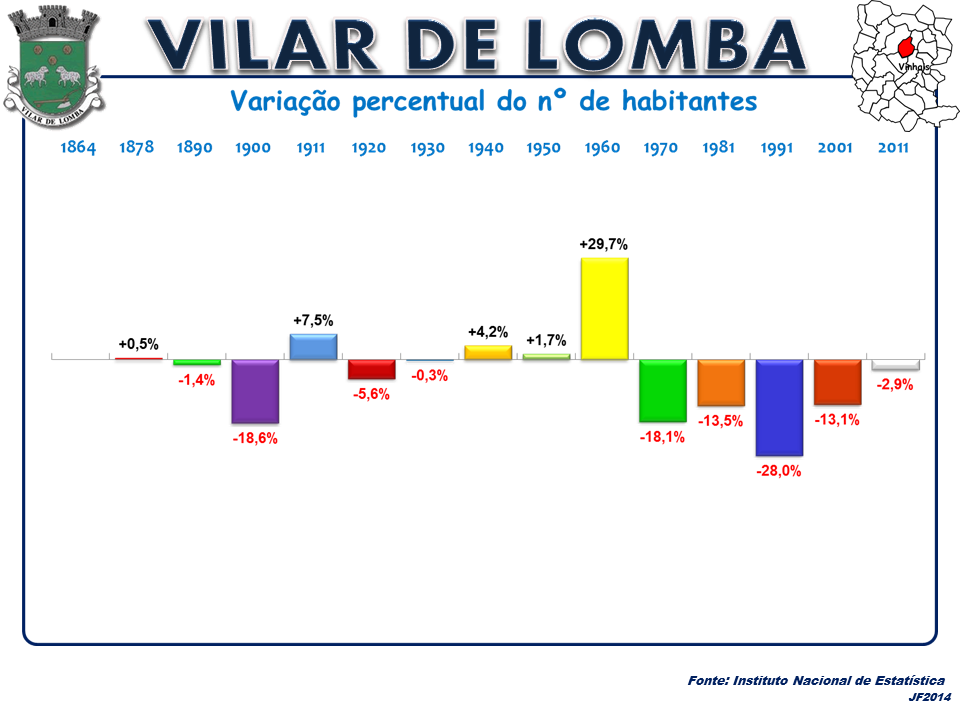
Variação da População 1864 / 2011
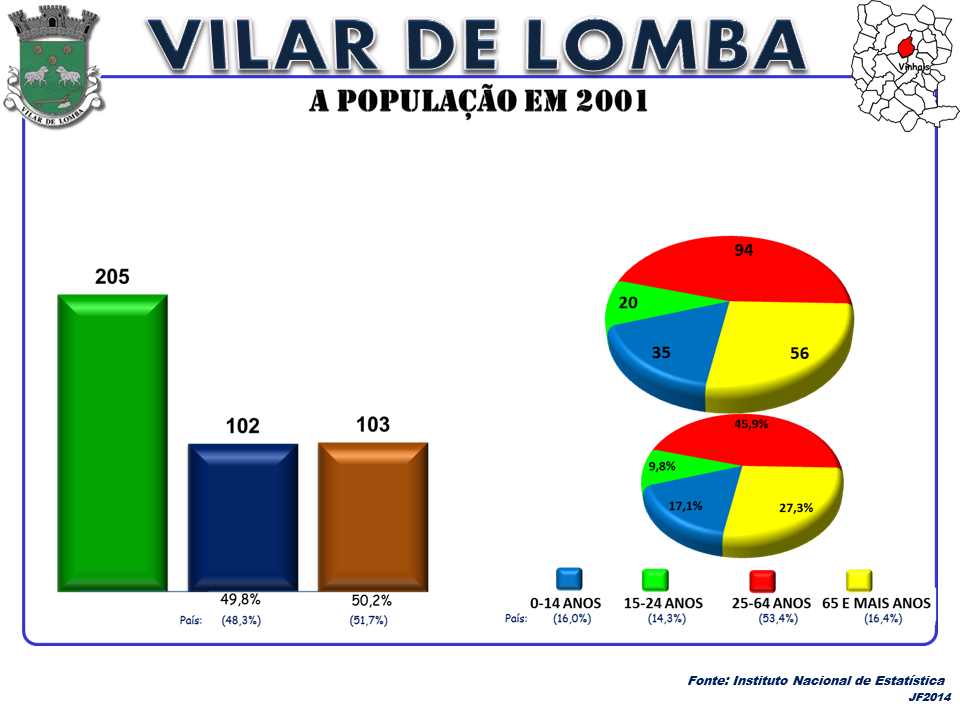
A População em 2001
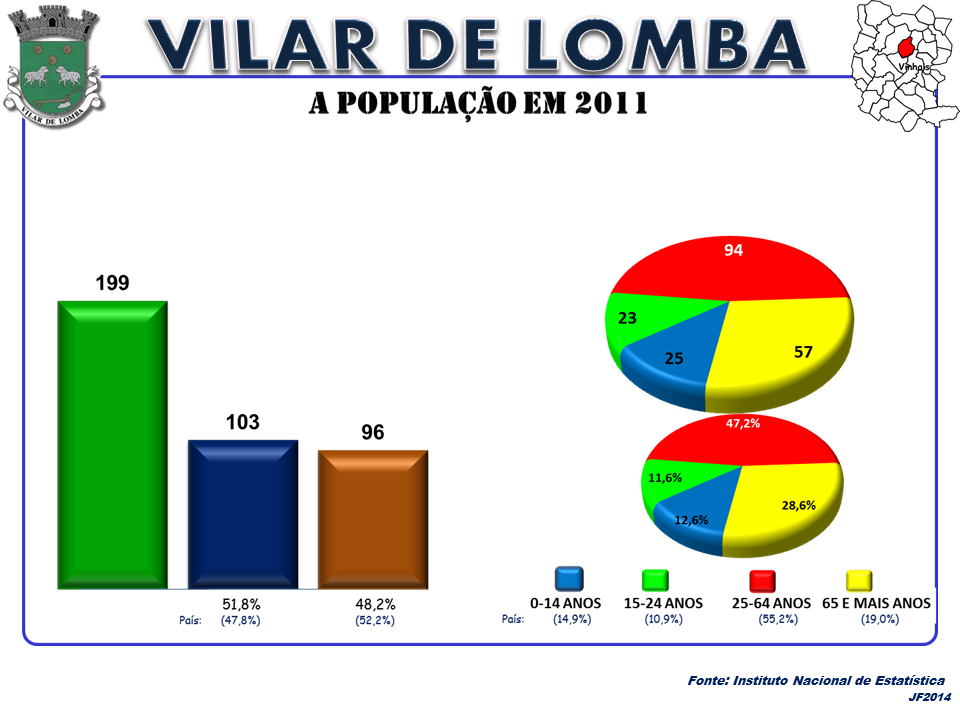
A População em 2011

## Geografia
Vilar de Lomba está situada no planalto de Lomba, antes da confluência do rio Mente e do rio Rabaçal, e apresenta um relevo acentuado, com pequenos vales. É constituída pelas aldeias de Vilar de Lomba e de Ferreiros de Lomba, e dista trinta quilómetros da sede de concelho.
A paisagem é das mais harmoniosas do país. Ribeiras de águas limpas correndo todo o ano; giestais, soutos, negrilhos e florestas naturais das espécies espontâneas da flora portuguesa. Vilar de Lomba integra a Terra Fria Transmontana. Tem neves e nevoeiros de Dezembro a Março.

## Património

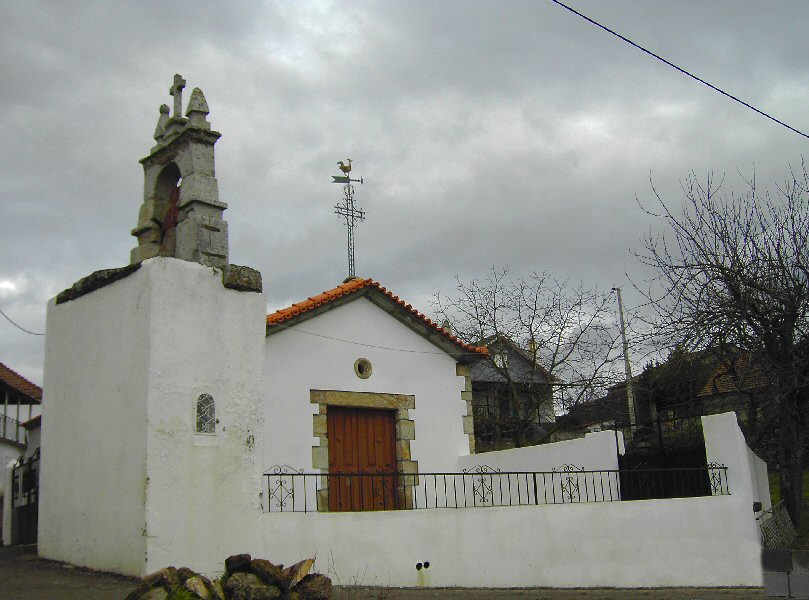

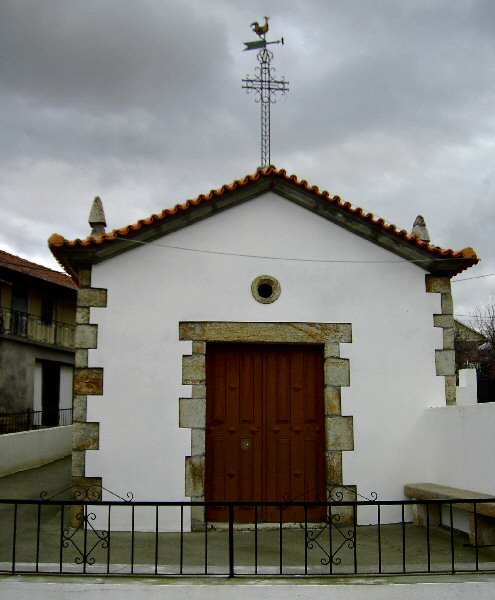
Igreja de Vilar de Lomba

- Igreja paroquial de Vilar de Lomba
- Capela de Santa Luzia em Ferreiros
- Moinhos de água

## Festas e romarias
- Santo Estêvão (25 e 26 de Dezembro)
- Nossa Senhora das Mercês (2º sábado de Agosto)
- Festa de Santa Luzía (em Ferreiros, na primeira terça-feira de Agosto)

## Gastronomia
Presunto, enchidos, leitão e cabrito assados no forno, folar da Páscoa, rabanadas e pudim de ovos.

## Artesanato
Tecelagem, bordados e rendas.